# Torre di Portocarello
La torre di Portocarello è stata una torre costiera di avvistamento di Castellammare di Stabia.

## Storia e descrizione
La torre fu edificata per volere del viceré Manuel de Acevedo y Zúñiga, nel 1635, in una insenatura lungo la costa, nei pressi di Pozzano, per proteggere la nuova strada per Sorrento dalle incursioni dei pirati; a testimonianza della sua edificazione venne posta sulla torre una lapide in marmo con la scritta:
Nel 1743, come testimoniato nel catasto della città, la torre, così come la zona circostante, era già conosciuta con il nome di Portocarello: tale denominazione potrebbe derivare o da piccolo porto, nel quale attraccavano le barche calcinare e, successivamente alla costruzione del cantiere navale, utilizzato per la riparazione e l'allestimento delle navi da guerra, oppure da perticarello, ossia piccola pertica, probabilmente per l'abbondante crescita nel luogo di alberi adatti per l'uso di pali per le pertiche.
La torre venne abbattuta nel 1930 per permettere la costruzione di una fabbrica di calce e cementi.